# 松尾英治
松尾 英治（まつお ひではる、1964年〈昭和39年〉11月1日 - 2023年〈令和5年〉1月27日）は、神奈川県横浜市西区出身のプロ野球選手（投手）。

## 経歴
横浜市立戸塚高等学校から1983年に読売ジャイアンツにドラフト外で入団したが、一軍公式戦に出場することなく1989年に引退。
引退後は巨人の球団職員となり、2004年から2007年には１軍マネジャーを務め、その後は育成部統括ディレクター・GM補佐を歴任。
2015年の野球賭博問題が発生した際には、不祥事再発防止のために発足した紀律委員会の事務局長に就任した。野球賭博事件は、寮で先輩に誘われて賭け事にのめり込み、その延長線上で選手らが野球賭博に手を出したことから、2017年には、寮を総務人事部から紀律委事務局の直轄に移管し、松尾英治事務局長が自ら寮長に就任して再発防止を図った。
その後はジャイアンツアカデミー副校長に就任した。
2023年1月27日午後0時59分、敗血症のため横浜市内の病院で死去。58歳没。

## 詳細情報

### 年度別投手成績
- 一軍公式戦出場なし

### 背番号
- 68 （1983年 - 1989年）